# سباق باريس روبيه 1933
طواف باريس 1933 هو سباق دراجات هوائية أقيم بتاريخ 16 أبريل، تكون السباق من مرحلة واحدة، وامتدّ لمسافة 255 كم، وبسرعة 36.520 كم/س، استغرق السباق 5 ساعات و59 دقيقة. فاز به البلجيكي سيلفير مايس.

## الترتيب
| م                     | الدرّاج      | البلد  | الزمن                       |
| --------------------- | ----------- | ------ | --------------------------- |
| الفائز بالترتيب العام | سيلفير مايس | بلجيكا | 5 ساعات و59 دقيقة و00 ثانية |